# Umeå FC
Der Umeå FC ist ein schwedischer Fußballverein in der Stadt Umeå.

## Geschichte
Der Verein entstand 1987 durch die Zusammenlegung der Fußballabteilungen der Vereine Tegs SK, Sandåkerns SK und Gimonäs CK, um dadurch eine konkurrenzfähige Fußballmannschaft zu schaffen. Zu der Zeit spielten alle drei Vereine in der damaligen Division 2.
Für den neuen Verein wurde ein siebenjähriger Plan entworfen mit der Zielsetzung, im Jahr 1994 die erste schwedische Fußballliga zu erreichen. Dieses Ziel konnte schließlich in der Saison 1996 realisiert werden, wo der Verein für diese eine Saison in der Allsvenskan spielte. Man stieg trotz eines elften Platzes ab, da man die Relegationsspiele gegen Panos Ljungskile nicht für sich entscheiden konnte. 1998 stand man vor dem erneuten Aufstieg in die Allsvenskan, man verlor aber die Qualifikationsspiele gegen Örgryte IS.
In der Saison 2005 stieg Umeå FC in die zweitklassige Superettan auf, allerdings stieg die Mannschaft nach nur einem Jahr sofort wieder ab. Anschließend etablierte sich der Klub in der drittklassigen Division 1 und schaffte schließlich durch einen 2:1-Sieg am letzten Spieltag der Saison 2011 den Aufstieg in die Superettan als Meister der Nordstaffel. Der Vorsprung auf den Viertplatzierten Dalkurd FF betrug dabei gerade einmal zwei Punkte. Nach dem direkten Wiederabstieg als Tabellenschlusslicht am Ende der Zweitliga-Spielzeit 2012 war die Mannschaft in der Folge dauerhaft in der dritten Liga vertreten.
Nach 2019 und dem direkten Wiederabstieg gelang 2024 erneut die Rückkehr in die Superettan.